# Ребровка (Ульяновская область)
Рёбровка — деревня в Вешкаймском районе Ульяновской области России. Входит в состав Ермоловского сельского поселения.

## География
Деревня находится в северо-западной части Ульяновской области, в лесостепной зоне, в пределах Приволжской возвышенности, на расстоянии примерно 20 километров (по прямой) к юго-западу от Вешкаймы, административного центра района. Абсолютная высота — 241 метр над уровнем моря.
Климат
Климат характеризуется как умеренно континентальный, с тёплым летом и умеренно холодной зимой. Средняя температура воздуха самого тёплого месяца (июля) — 20,4 °C (абсолютный максимум — 38 °C); самого холодного (января) — −14 °C (абсолютный минимум — −48 °C). Среднегодовое количество атмосферных осадков составляет 395—521 мм. Снежный покров образуется в конце ноября и держится в течение 128 дней.
Часовой пояс
Деревня Ребровка, как и вся Ульяновская область, находится в часовой зоне МСК+1. Смещение применяемого времени относительно UTC составляет +4:00.

## История
Деревня возникла в конце XVIII – начале XIX веков при переселении части крестьян из большого соседнего села Ермоловка. По преданию, она возникла путём переселения четырёх дворов, принадлежавших помещику Рёброву, и была названа его фамилией. 
На 1859 год деревня Рёбровка в Карсунском уезде Симбирской губернии.
Так как своей церкви не было, то прихожане деревни ходили в церковь села Ермоловка.
В начале 1930-х гг. по инициативе ермоловских коммунистов в деревне был организован колхоз «Красный землероб», который в 1950 г. влился в ермоловский колхоз имени Калинина.
В годы Великой Отечественной войны погибли или пропали без вести 15 местных жителей.

## Население
| 2010 |
| ---- |
| 0    |

В 1859 г.  9 дворов и 77 жителей. 
В 1910 г. 25 крестьянских хозяйств бывшего помещика Пятова 219 жителей. 
В 1913 г. в Рёбровке в 29 дворах – 251 житель.
В 1926 г. – 46 дворов и 286 жителей, действовала водяная мукомольная мельница Чуреньева (1 двор, 6 человек).